# Феліпе Пірес
Феліпе Аугусто Родрігес Пірес (порт. Felipe Augusto Rodrigues Pires, нар. 18 квітня 1995, Сан-Паулу, Бразилія) — бразильський футболіст, півзахисник.

## Ігрова кар'єра
Розпочав займатись футболом на батьківщині у команді «Ред Булл Бразіл», з якою потрапив до юнацької команди іншого клубу концерну Red Bull — «РБ Лейпциг», де грав за команду до 19 років. 2014 року для отримання ігрової практики був відданий в «Ліферінг», фарм-клуб «Ред Булла».

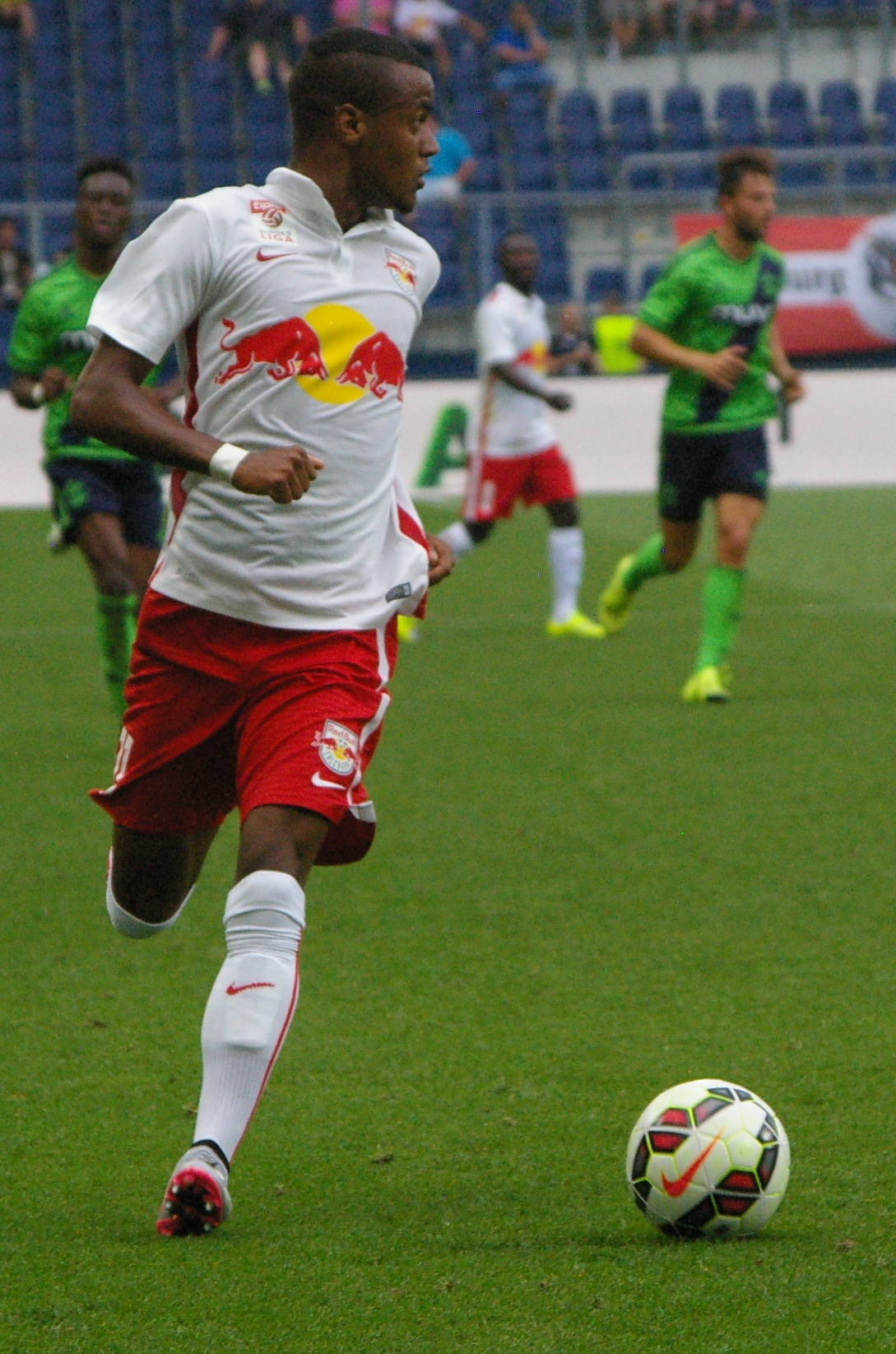
Феліпе Пірес під час виступів за «Ред Булл». 2015 рік.

З початку 2015 року став виступати за зальцбурзький «Ред Булл». У фіналі Кубка Австрії Феліпе забив один з голів у ворота «Аустрії» (Відень) і допоміг клубу виграти «золотий дубль».
25 серпня 2015 року перейшов у «Гоффенгайм 1899», а вже наступного дня був відданий в оренду в клуб Другої Бундесліги «Франкфурт». За підсумками сезону бразилець зіграв 20 матчів у чемпіонаті, а його команда стала передостанньою і вилетіла в Третю лігу.
24 червня 2016 року був відданий в оренду в «Аустрію» (Відень). Відіграв за віденську команду наступні два сезони своєї ігрової кар'єри. Більшість часу, проведеного у складі віденської «Аустрії», був основним гравцем команди, після чого влітку 2018 року повернувся в «Гоффенгайм 1899». У першій половині сезону 2018/19 під керівництвом тренера Юліана Нагельсмана Пірес не зіграв у жодному офіційному матчі «Гоффенгайма» і був у заявці в двох іграх Бундесліги.
1 січня 2019 року Пірес повернувся на батьківщину і приєднався до чинного чемпіона, клубу «Палмейрас», на правах оренди до кінця року. У той же час він продовжив свій контракт з «Гоффенгаймом» до 30 червня 2021 року. Після 11 матчів, в яких Феліпе забив один гол у чемпіонаті штату Сан-Паулу та двох виступів у Серії А, він достроково покинув команду і у липні 2019 року до кінця сезону Серії А був відданий в оренду до іншої бразильської команди «Форталези». Там він провів 11 матчів у Серії А, в яких забив один гол. 11 лютого 2020 року Пірес був відданий в оренду у хорватську «Рієку» до кінця сезону 2019/20, за яку зіграв п'ять матчів у чемпіонаті і забив один гол.
12 вересня 2020 року Пірес перейшов до португальського клубу «Морейренсі», з яким підписав трирічний контракт. У новій команді став основним гравцем, зігравши за півтора роки 51 матч в усіх турнірах і забивши 5 голів.
12 лютого 2022 року уклав 4-річний контракт з українським клубом «Дніпро-1». Через особливі правила для футболістів у зв'язку з російським вторгненням в Україну в 2022 році він у березні перейшов у клуб другого нідерландського дивізіону «АДО Ден Гаг». де грав до кінця сезону. Згодом також на правах оренди виступав за бразильський «Жувентуде» та грецький «Волос».
Влітку 2023 року бразилець повернувся у «Дніпро-1» і дебютував за нього 20 серпня в матчі чемпіонату проти «Оболоні» (1:2), вийшовши на заміну на 79-й хвилині замість Богдана Лєднєва.

## Статистика
Станом на 5 травня 2018
| Клуб        | Сезон   | Чемпіонат        | Чемпіонат | Чемпіонат | Кубок | Кубок | Кубок ліги | Кубок ліги | Інше | Інше  | Всього | Всього |
| Клуб        | Сезон   | Ліга             | Ігор      | Голів     | Ігор  | Голів | Ігор       | Голів      | Ігор | Голів | Ігор   | Голів  |
| ----------- | ------- | ---------------- | --------- | --------- | ----- | ----- | ---------- | ---------- | ---- | ----- | ------ | ------ |
| «Ліферінг»  | 2014–15 | Перша ліга       | 27        | 11        | 0     | 0     | —          | —          | —    | —     | 27     | 11     |
| «Ред Булл»  | 2014–15 | Бундесліга       | 7         | 1         | 2     | 1     | —          | —          | 2    | 0     | 11     | 2      |
| «Ред Булл»  | 2015–16 | Бундесліга       | 2         | 0         | 0     | 0     | —          | —          | 2    | 0     | 4      | 0      |
| «Ред Булл»  | Всього  | Всього           | 9         | 1         | 2     | 1     | 0          | 0          | 4    | 0     | 15     | 2      |
| «Франкфурт» | 2015–16 | Друга Бундесліга | 20        | 1         | 1     | 0     | —          | —          | —    | —     | 21     | 1      |
| «Аустрія»   | 2016–17 | Бундесліга       | 34        | 4         | 4     | 2     | —          | —          | 12   | 2     | 50     | 8      |
| «Аустрія»   | 2017–18 | Бундесліга       | 32        | 7         | 3     | 0     | —          | —          | 10   | 1     | 45     | 8      |
| «Аустрія»   | Всього  | Всього           | 66        | 11        | 7     | 2     | 0          | 0          | 22   | 3     | 95     | 16     |
| Загалом     | Загалом | Загалом          | 122       | 24        | 10    | 3     | 0          | 0          | 26   | 3     | 158    | 30     |

## Титули і досягнення
- Чемпіон Австрії:

«Ред Булл»: 2014/15
- Володар Кубка Австрії:

«Ред Булл»: 2014/15
- Суперкубок Грузії (1):

Торпедо (Кутаїсі): 2024